# Monrovia, Kalifornien
Monrovia är en stad (city) i Los Angeles County, i delstaten Kalifornien, USA. Enligt United States Census Bureau har staden en folkmängd på 36 857 invånare (2011) och en landarea på 35,2 km².